# Persone di nome Doris
| Questa pagina contiene informazioni ricavate automaticamente dalle voci biografiche con l'ausilio del template Bio e di un bot. L'aggiornamento è periodico e automatico e ricostruisce completamente la pagina. Se manca una persona in questa lista, sei pregato di non aggiungerla, ma accertati piuttosto che la sua voce biografica contenga il template Bio e che i dati anagrafici siano correttamente compilati. Se il template Bio manca, inseriscilo tu stesso o, in alternativa, metti l'avviso {{tmp\|Bio}} che ne segnala la mancanza. Se i dati riportati sono sbagliati, correggi direttamente la voce biografica; le modifiche saranno visibili in questa lista entro pochi giorni. Per chiarimenti vedi il progetto antroponimi. La lista contiene solo le 69 persone che sono citate nell'enciclopedia e per le quali è stato implementato correttamente il template Bio. Pagina aggiornata al 6 ago 2025. |

Questa è una lista di persone presenti nell'enciclopedia che hanno il nome Doris, suddivise per attività principale.

## Attiviste(1)
- Doris Freedman, attivista e critica d'arte statunitense (New York, n. 1928 - New York, † 1981)

## Attrici(22)
- Doris Baker, attrice statunitense (Los Angeles, n. 1907 - Carmichael, † 1998)
- Doris Belack, attrice e doppiatrice statunitense (New York, n. 1926 - New York, † 2011)
- Doris Davenport, attrice statunitense (Moline, n. 1917 - Santa Cruz, † 1980)
- Doris Dawson, attrice statunitense (Goldfield, n. 1905 - Coral Gables, † 1986)
- Doris Dowling, attrice statunitense (Detroit, n. 1923 - Los Angeles, † 2004)
- Doris Duranti, attrice italiana (Livorno, n. 1917 - Santo Domingo, † 1995)
- Doris Eaton, attrice e ballerina statunitense (Norfolk, n. 1904 - Commerce, † 2010)
- Doris Fitton, attrice e regista teatrale australiana (Manila, n. 1897 - Sydney, † 1985)
- Doris Grau, attrice e doppiatrice statunitense (Brooklyn, n. 1924 - Los Angeles, † 1995)
- Doris Hill, attrice statunitense (Roswell, n. 1905 - Kingman, † 1976)
- Doris Day, attrice e cantante statunitense (Cincinnati, n. 1922 - Carmel-by-the-Sea, † 2019)
- Doris Keane, attrice statunitense (St. Joseph, n. 1881 - New York, † 1945)
- Doris Kenyon, attrice statunitense (Syracuse, n. 1897 - Beverly Hills, † 1979)
- Doris Kunstmann, attrice tedesca (Amburgo, n. 1944)
- Doris Lloyd, attrice inglese (Liverpool, n. 1896 - Santa Barbara, † 1968)
- Doris May, attrice statunitense (Seattle, n. 1902 - Los Angeles, † 1984)
- Krista Nell, attrice e modella austriaca (Vienna, n. 1946 - Roma, † 1975)
- Doris Pawn, attrice statunitense (Norfolk, n. 1894 - La Jolla, † 1988)
- Doris Pinčić, attrice, conduttrice televisiva e conduttrice radiofonica croata (Zara, n. 1988)
- Doris Roberts, attrice statunitense (St. Louis, n. 1925 - Los Angeles, † 2016)
- Doris Schade, attrice tedesca (Frankenhausen, n. 1924 - Monaco di Baviera, † 2012)
- Doris Schretzmayer, attrice austriaca (Tulln an der Donau, n. 1972)

## Avvocate(1)
- Doris Leuthard, avvocata e politica svizzera (Merenschwand, n. 1963)

## Botaniche(1)
- Doris Löve, botanica svedese (Kristianstad, n. 1918 - † 2000)

## Calciatori(1)
- Doris Fuakuputu, ex calciatore della Repubblica Democratica del Congo (Kinshasa, n. 1984)

## Calciatrici(2)
- Doris Bačić, calciatrice croata (Neum, n. 1995)
- Doris Fitschen, calciatrice tedesca (Zeven, n. 1968 - † 2025)

## Cantanti(1)
- Manuela, cantante tedesca (Berlino, n. 1943 - Berlino, † 2001)

## Cantautrici(1)
- Doris Fisher, cantautrice statunitense (New York, n. 1915 - Los Angeles, † 2003)

## Cestiste(2)
- Doris Rogers, ex cestista statunitense (n. 1943)
- Doris Schuck, ex cestista tedesca (Monaco di Baviera, n. 1958)

## Costumiste(1)
- Doris Zinkeisen, costumista britannica (n. 1898 - † 1991)

## Danzatrici(2)
- Doris Humphrey, danzatrice statunitense (Oak Park, n. 1895 - New York, † 1958)
- Doris Laine, ballerina e direttrice artistica finlandese (Helsinki, n. 1931 - Helsinki, † 2018)

## Diplomatiche(1)
- Doris Frick, diplomatica liechtensteinese (Schaan, n. 1963)

## Fotografe(1)
- Doris Ulmann, fotografa statunitense (New York, n. 1882 - New York, † 1934)

## Ginnaste(1)
- Doris Hedberg, ex ginnasta svedese (Skellefteå, n. 1936)

## Giocatrici di beach volley(1)
- Doris Schwaiger, giocatrice di beach volley austriaca (Allentsteig, n. 1985)

## Giornaliste(1)
- Doris Schröder-Köpf, giornalista e politica tedesca (Neuburg an der Donau, n. 1963)

## Magistrate(1)
- Doris Lo Moro, magistrata e politica italiana (Filadelfia, n. 1955)

## Militari(1)
- Doris Miller, militare statunitense (Waco, n. 1919 - Oceano Pacifico, † 1943)

## Musiciste(1)
- Doris Norton, musicista e compositrice inglese

## Nuotatrici(1)
- Doris Gontersweiler-Vetterli, nuotatrice svizzera (Zurigo, n. 1933)

## Politiche(6)
- Doris Blackburn, politica, attivista e pacifista australiana (Hawthorn, n. 1889 - Coburg, † 1970)
- Doris Sophia Brodi, politica malese (Sri Aman, n. 1960)
- Doris Bures, politica austriaca (Vienna, n. 1962)
- Doris Fisher, baronessa di Rednal, politica inglese (Birmingham, n. 1919 - † 2005)
- Doris Matsui, politica statunitense (Poston, n. 1944)
- Doris Pack, politica tedesca (Schiffweiler, n. 1942)

## Psicologhe(1)
- Doris Allen, psicologa statunitense (Old Town, n. 1901 - Virginia, † 2002)

## Registe(2)
- Doris Dörrie, regista, sceneggiatrice e scrittrice tedesca (Hannover, n. 1955)
- Doris Wishman, regista, sceneggiatrice e produttrice cinematografica statunitense (New York, n. 1912 - Coral Gables, † 2002)

## Sceneggiatrici(1)
- Doris Egan, sceneggiatrice e produttrice televisiva statunitense (n. 1955)

## Schermitrici(1)
- Doris Willette, schermitrice statunitense (Lafayette, n. 1988)

## Sciatrici alpine(2)
- Doris De Agostini, sciatrice alpina svizzera (Airolo, n. 1958 - † 2020)
- Doris Götzenbrucker, ex sciatrice alpina austriaca (n. 1975)

## Scrittrici(6)
- Doris Betts, scrittrice statunitense (Statesville, n. 1932 - Pittsboro, † 2012)
- Doris Miles Disney, scrittrice statunitense (Glastonbury, n. 1907 - Fredericksburg, † 1976)
- Doris Kearns Goodwin, scrittrice, giornalista e storica statunitense (New York, n. 1943)
- Doris Lessing, scrittrice britannica (Kermanshah, n. 1919 - Londra, † 2013)
- Doris Schroeder, scrittrice e sceneggiatrice statunitense (Far Rockaway, n. 1893 - Sacramento, † 1981)
- Doris Stevens, scrittrice e attivista statunitense (Omaha, n. 1888 - New York, † 1963)

## Slittiniste(2)
- Doris Neuner, ex slittinista austriaca (Innsbruck, n. 1971)
- Doris Preindl, ex slittinista italiana (Brunico, n. 1977)

## Tenniste(1)
- Doris Hart, tennista statunitense (Saint Louis, n. 1925 - Coral Gables, † 2015)

## Truffatrici(1)
- Doris Payne, truffatrice statunitense (Slab Fork, n. 1930)

## Velociste(2)
- Doris Maletzki, ex velocista tedesca (Salzwedel, n. 1952)
- Doris Tomasini, velocista italiana (Rovereto, n. 1984)